# جيمس إس. غرين (محامي)
جيمس إس. غرين (بالإنجليزية: James S. Green)‏ هو محامي أمريكي، ولد في 21 يوليو 1792 في فيلادلفيا في الولايات المتحدة، وتوفي في 8 نوفمبر 1862 في برينستون في الولايات المتحدة.